# Máximo San Juan
Máximo San Juan Arranz (Mambrilla de Castrejón, 1932 - Madrid, 28 de desembre de 2014) fou un humorista gràfic i escriptor espanyol.
Durant trenta anys (1977-2007) va dibuixar una vinyeta cada dia al diari El País. L'abril de 2008 va passar a fer-la al diari ABC. Com molts dibuixants d'humor gràfic castellans, va començar a la revista La Codorniz, i més endavant també dibuixà a Por Favor, Pueblo, Triunfo, Interviú, o La Vanguardia. Els seus dibuixos són esquemàtics i sintètics, i el seu humor, filosòfic i intel·lectualitzat. Fou guardonat amb el Premi Internacional d'Humor Gat Perich l'any 2008.
El seu fill és l'actor Alberto San Juan, guardonat amb un premi Goya.

## Obres
- Historias Impávidas
- Este País
- Carta abierta a la censura
- Diario Apócrifo
- Animales políticos
- No a la OTAN y otros incordios
- Hipótesis
- El poder y viceversa